# レナト・ガウショ
レナト・ガウショことレナト・ポルタルッピ（Renato Portaluppi、1962年9月9日 - ）は、ブラジル出身の元同国代表サッカー選手、サッカー指導者。ポジションはフォワード。
右ウイングで、強引なドリブルを仕掛けるプレースタイルで、ガリンシャ2世とも言われた。また、端正なルックスもあって人気選手であった。ソックスを浅く履いて、すね当てを付けないスタイルを好むことで知られた。

## 経歴
1983年にグレミオ の一員として1983年の コパ・リベルタドーレス優勝、同年のトヨタカップ、ハンブルガーSV戦では2ゴールを決めて優勝に大きく寄与し、大会MVPを受賞した。
1983年のコパ・アメリカからブラジル代表としてプレー、エクアドル戦でデビューを果たし、ゴールも決めた。メキシコW杯のブラジル代表候補に選出されるが、直前の合宿中に門限を破った事がテレ・サンタナ監督の逆鱗に触れメンバーから外される。イタリアW杯では1試合に出場した。
2017年には監督としてグレミオをコパ・リベルタドーレス優勝に導いた。

## 代表
- 1983-1993 ブラジル代表 41試合5得点[6]
  - ワールドカップ出場 : 1回 (1990イタリア大会)

## 指導者歴
- 2000-2001  マドゥレイラEC
- 2002-2003  フルミネンセFC
- 2005-2007  CRヴァスコ・ダ・ガマ
- 2007-2008  フルミネンセFC
- 2008-0000  CRヴァスコ・ダ・ガマ
- 2009-0000  フルミネンセFC
- 2010-0000  ECバイーア
- 2010-2011  グレミオFBPA
- 2011-0000  アトレチコ・パラナエンセ
- 2013-0000  グレミオFBPA
- 2014-0000  フルミネンセFC
- 2016--0000 グレミオFBPA